# Vezzano
Vezzano was een gemeente in de Italiaanse provincie Trente (regio Trentino-Zuid-Tirol) en telt 2019 inwoners (31-12-2004). De oppervlakte bedraagt 31,9 km², de bevolkingsdichtheid is 63 inwoners per km². Op 1 januari 2016 ging de gemeente op in de fusiegemeente Vallelaghi.

## Demografie
Vezzano telt ongeveer 850 huishoudens. Het aantal inwoners steeg in de periode 1991-2001 met 14,0% volgens cijfers uit de tienjaarlijkse volkstellingen van ISTAT.
| Jaar | Inwoneraantal |
| ---- | ------------- |
| 1991 | 1730          |
| 2001 | 1973          |

## Geografie
Vezzano grenst aan de volgende gemeenten: Molveno, San Lorenzo in Banale, Trento, Terlago, Padergnone, Calavino.